# Lismore Castle
Lismore Castle (irisch Caisleán an Leasa Mhóir, auch Caisleán Leasa Móire) ist eine Höhenburg in Lismore im irischen County Waterford. Sie ist die irische Residenz der Dukes of Devonshire. Zuerst gehörte sie den Earls of Desmond und ab 1753 der Familie Cavendish. Mitte des 19. Jahrhunderts ließ sie William Cavendish, 6. Duke of Devonshire, zum größten Teil in neugotischem Stil umbauen.

## Frühe Geschichte
Lismore Castle entstand 1185 als Schwesterburg von Ardfinnan Castle im Auftrag von Prinz Johann zur Überwachung des Flussübergangs. Ursprünglich lag an dieser Stelle seit Beginn des 7. Jahrhunderts das Kloster Lismore, eine wichtige Abtei und Lehrstätte. Es war immer noch ein kirchliches Zentrum, als es der englische König Heinrich II. 1171 besuchte, und, bis auf eine kurze Zeit nach 1185, als der Königssohn Johann dort sein  „Castellum“ errichten ließ, war es stets die Residenz des örtlichen Bischofs. Es war in Besitz der Earls of Desmond, deren Ländereien nach der Ermordung von Gerald Fitzgerald, 15. Earl of Desmond, 1583 im Zuge der Plantation aufgeteilt wurden.
1589 wurde Lismore Castle von Sir Walter Raleigh zuerst gepachtet und dann gekauft. Während seiner Inhaftierung wegen Hochverrats 1602 verkaufte Raleigh das Anwesen an einen anderen berüchtigten Kolonialabenteuerer, Richard Boyle, der später zum 1. Earl of Cork ernannt wurde.

## Earls of Cork und Earls of Burlington
Boyle kam 1588 mit nur £ 27 in der Tasche nach Irland und häufte in der Folge ein außergewöhnliches Vermögen an. Nach dem Kauf von Lismore Castle machte er die Burg zu seinem Hauptsitz und ließ sie zu einer großartigen Residenz mit beeindruckenden, mit Giebelfronten versehenen Gebäudefluchten auf jeder Seite des Hofes umbauen. Er ließ auch eine mit Zinnen versehene, Umfassungsmauer und ein Torhaus namens „Riding Gate“ errichten. Die Paraderäume waren mit Laubwerk-Stuckdecken, Bildwirkereien, bestickten Seidenstoffen und Samt ausgeschmückt. Hier wurde 1626 Robert Boyle, der „Vater der modernen Chemie“, als 14. von 15 Kindern des Earls geboren. Die Burg fiel an einen weiteren Richard Boyle, 4. Earl of Cork und 3. Earl of Burlington, der einen bedeutenden Einfluss auf die georgianische Architektur hatte.
Lismore Castle spielte eine Rolle in den Cromwell’schen Kriegen, als 1645 eine katholische Streitmacht unter dem Kommando von Lord Castlehaven Stadt und Burg Lismore plünderte. Richard Boyle, 2. Earl of Cork, (1612–1694) ließ etliche Restaurierungsarbeiten ausführen, um die Burg nach der Zerstörung wieder bewohnbar zu machen, aber weder er, noch einer seiner Nachfolger, lebten jemals wieder auf Lismore Castle.

## Dukes of Devonshire
Die Burg (und weitere Besitzungen der Boyles, wie Chiswick House, Burlington House, Bolton Abbey und Londesborough Hall) erhielt die Familie Cavendish 1753 durch Heirat von William Cavendish, 4. Duke of Devonshire und einem späteren Premierminister des Vereinigten Königreiches, mit Charlotte Boyle (1731–1754), der Tochter und Erbin von Richard Boyle, 3. Earl of Burlington und 4. Earl of Cork. Ihr Sohn, der 5. Duke of Devonshire (1748–1811), ließ an Lismore Castle Verbesserungen ausführen, namentlich die Brücke über den Fluss Munster Blackwater im Jahre 1775, die vom Architekten Thomas Ivory aus Cork entworfen wurde.
Der 6. Duke of Devonshire (1790–1858), „Bachelor Duke“ genannt, war für das heutige Aussehen der Burg verantwortlich. Er ließ sie eine „quasi-feudale, mehr als königliche Festung“ umbauen, sobald er sie von seinem Vater 1811 geerbt hatte, wozu er den Architekten William Atkinson beauftragte, Lismore Castle mit Bausteinen, die in Devonshire gebrochen und per Schiff nach Irland gebracht wurden, in den Jahren 1812–1822 in neugotischem Stil umbaute. Die Burg war immer die bevorzugte Wohnstatt des „Bachelor Duke“, aber mit zunehmendem Alter wandelte sich seine Zuneigung in Leidenschaft. 1850 beauftragte er den Architekten Sir Joseph Paxton, den Planer des Crystal Palace, in großem Stil Verbesserungen und Anbauten an der Burg vorzunehmen, so sehr, dass die heutige Skyline der Burg größtenteils Paxtons Werk ist. Damals wurden auch John Gregory Crace aus London, der führende neugotische Möbelschreiner, und sein Partner, der führende Architekt Augustus Pugin, beauftragt, die ruinöse Kapelle des alten Bischofspalastes in einen Bankettsaal in mittelalterlichem Stil mit riesigen spätgotischen Buntglasfenstern, Chorgestühl und gotischen Schablonierungen an den Wänden und Dachbalken umzugestalten. Der Kaminsims, der 1851 auf dem Mittelalterlichen Hof der Great Exhibition ausgestellt war, war auch von Pugin (und Myers) entworfen worden, war aber ursprünglich für Horstead Place in Sussex gedacht. Dessen Besitzer lehnte ihn ab, weil er zu fein gemacht war, und schließlich wurde er für Lismore Castle gekauft. Die ursprünglichen Embleme der Familie Barchard wurden dann durch die heutige, irische Inschrift „Cead Mille Failte“ (dt. Hunderttausend Willkommen) ersetzt. Pugin entwarf auch weitere Kaminsimse und Ausstattungsdetails der Burg und nach seinem Tod 1851 lieferte Crace weitere Ausstattungsdetails in seinem Stil.

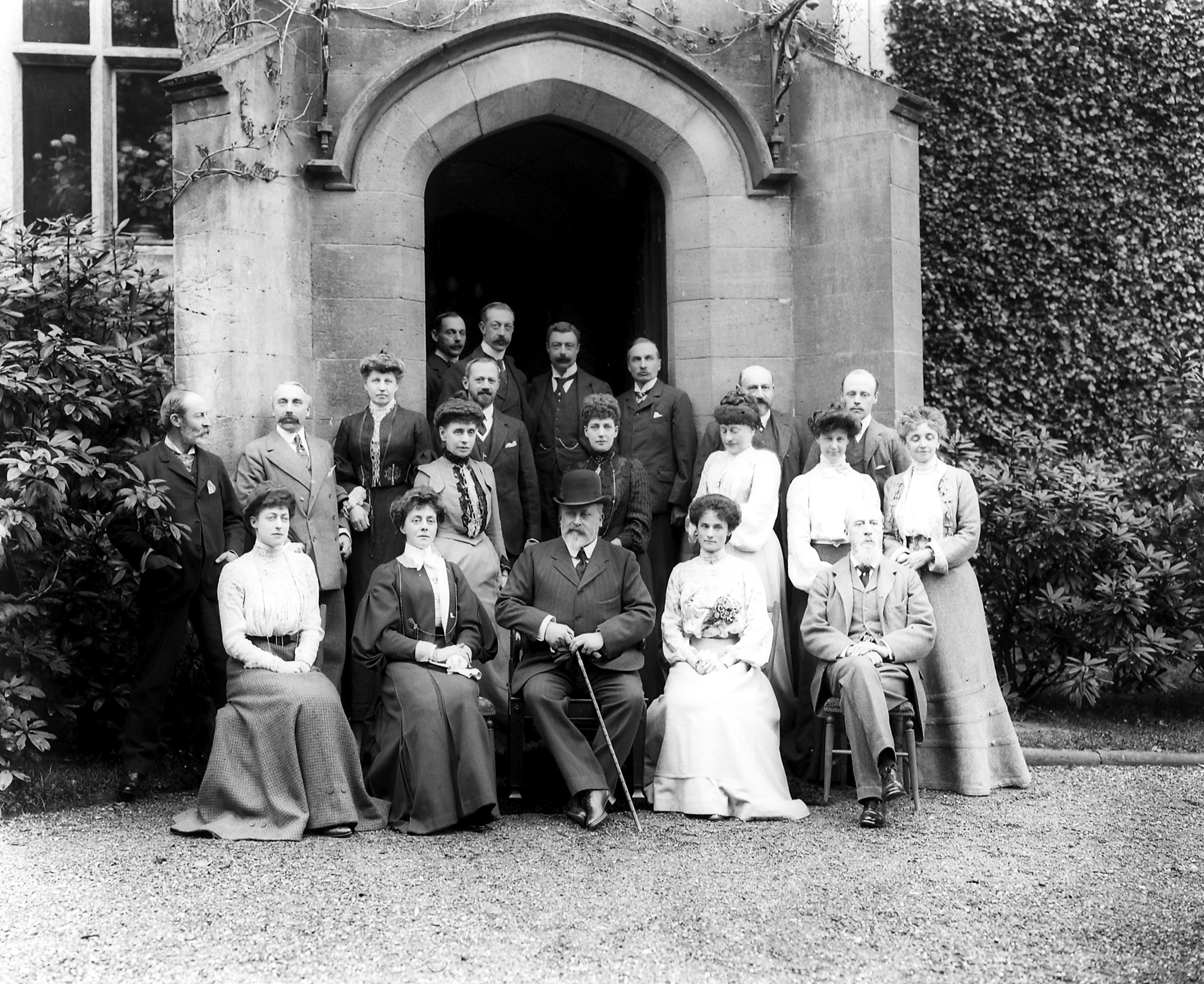
König Eduard VII. besucht den Duke of Devonshire im Mai 1904.

1858 stiftete die Familie Cavendish eine neue Brücke über das Munster Blackwater als Ersatz für die alte, 1775 erbaute. Diese neue Konstruktion entsprach in Design den Brücken von Charles Tarrant und wurde von E. P. Nagle und C. H. Hunt erbaut.
Nach dem Tod des „Bachelor Duke“ blieb Lismore Castle größtenteils unverändert. Der jüngere Sohn des 9. Duke of Devonshire, Lord Charles Arthur Francis Cavendish, der Adele Astaire, die Schwester und frühere Tanzpartnerin von Fred Astaire geheiratet hatte, ließ sich dort nieder. Nach dem Tod ihres Gatten 1944 und ihrer Wiederheirat 1947 nutzte Adele die Burg bis kurz vor ihrem eigenen Tod 1981. Andrew Cavendish, 11. Duke of Devonshire, nutzte die Burg nur für kurze Besuche, üblicherweise über Ostern. In den letzten Jahren, in denen er sie besaß, wurde sie an Kurzzeitgäste vermietet.
Der 12. Duke of Devonshire erbte den Titel 2004, lebte aber weiterhin auf dem Anwesen Chatsworth seiner Familie. Sein Sohn und künftiger Erbe, William Cavendish, hat ein Apartment in der Burg. Ihm wurde die Verwaltung übertragen und 2005 verwandelte er den verfallenen Westflügel in eine zeitweise Kunstgalerie, die Lismore Castle Arts genannt wurde. Der Rest der Innenräume ist nicht öffentlich zugänglich, kann aber von Besuchergruppen bis zu 23 Teilnehmern angemietet werden.
Die Burg bietet Gärten, die öffentlich zugänglich sind. Der obere Garten ist ein eingefriedeter Garten aus dem 17. Jahrhundert, während der größte Teil des informellen, unteren Gartens im 19. Jahrhundert entworfen wurde. Unter Lord Burlington wurden die Pflanzungen ausgeweitet und zeitgenössische Skulpturen hinzugefügt, z. B. Arbeiten von Antony Gormley, Marzia Colonna und Eilis O’Connell.